# Gemma (kamień)

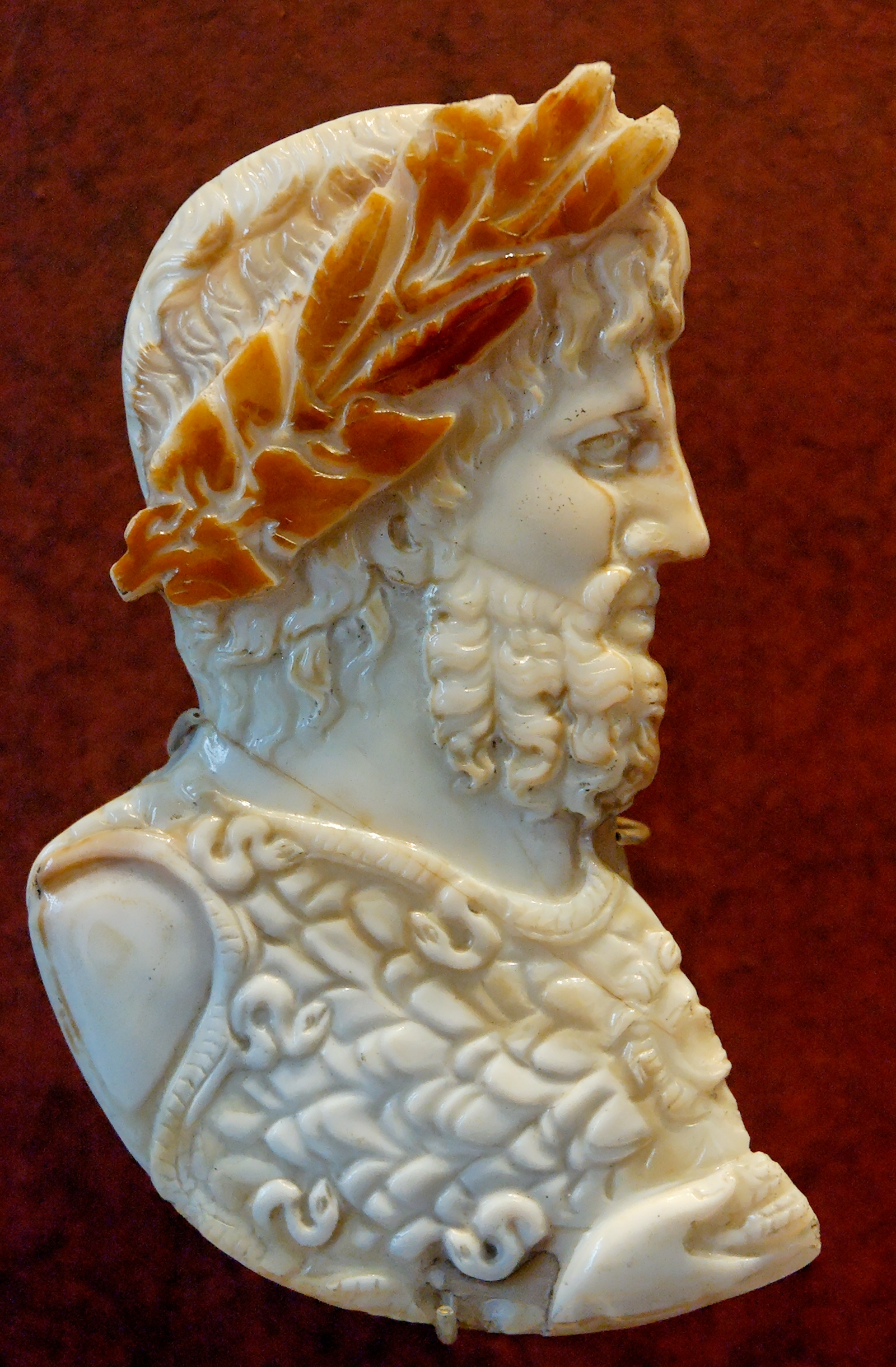
kamea

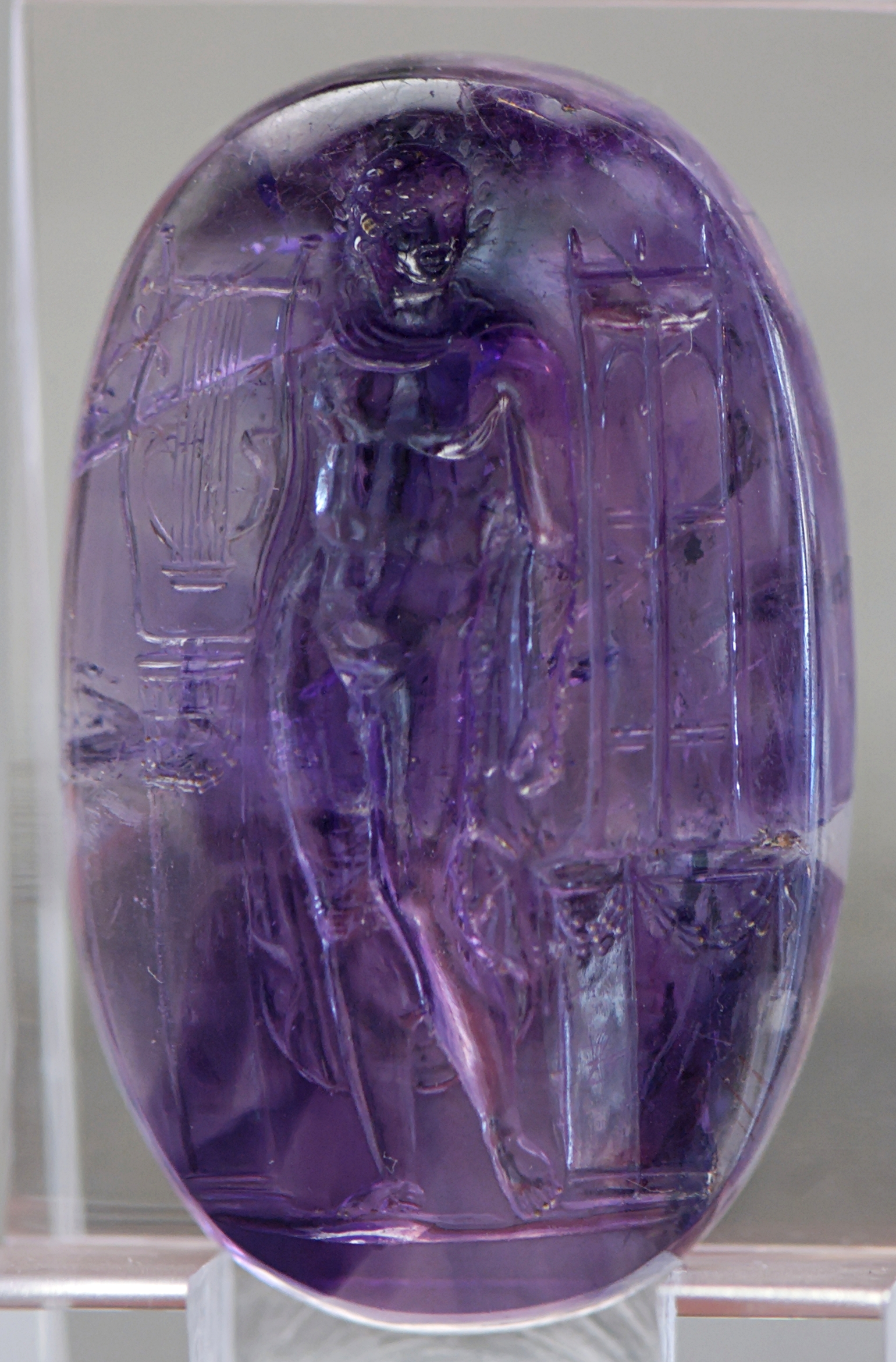
intaglio

Gemma (łac. pączek, oczko winorośli, drogi kamień) – kamień szlachetny lub półszlachetny, o kształcie okrągłej lub owalnej płytki ozdobiony reliefem. Gemma z reliefem wklęsłym to intaglio (albo integlia), z wypukłym kamea.

## Historia
Gemmy były popularne jako ozdoby lub pieczęcie w cesarstwie rzymskim oraz na starożytnym Bliskim Wschodzie. W Rzymie prawdopodobnie pierwszym, który nosił na ręku gemmę, był Scypion Afrykańczyk. Wytwarzano je już w Mezopotamii, Egipcie (gemmy o kształcie skarabeoidalnym - skarabeusz) i Starożytnej Grecji. Pełniły rolę dekoracyjną, a czasem nawet religijną i magiczną. Przedstawiano na nich postacie ludzkie, mitologiczne, zwierzęta, rośliny lub symbole religijne. Pod koniec okresu hellenistycznego zaczęto wykonywać tanie naśladownictwa gemm w szkle.
W średniowiecznej Europie były bardzo wysoko cenione jako dekoracje relikwiarzy czy oprawy ksiąg liturgicznych, a także stosowane zamiast pieczęci. W Polsce stosowali je Mieszko Stary oraz Przemysł II, na co wskazują zachowane na dokumentach odciski. Odcisk gemmy jest też na dokumencie zawarcia pokoju toruńskiego w 1466 roku.
Jedna z najstarszych i najcenniejszych gemm na świecie, bizantyjska intaglia z heliotropu, znajduje się w Muzeum Narodowym Ziemi Przemyskiej w Przemyślu (zobacz: gemma przemyska). 

## Gemmy w polskich zbiorach
W Polsce gemmy to bardzo rzadkie znalezisko. Do tej pory odkryto je w:
- Międzyrzeczu - w 1954 r. w czasie  badań archeologicznych na międzyrzeckim zamku. Gemmę wykonaną z karneolu z wizerunkiem rzymskiego cesarza Gordiana III (238-244 r. n.e.).[2]
- Starachowicach
- Gnieźnie
- Poznaniu - w 2006 roku w czasie wykopalisk na Ostrowie Tumskim. Odkryta gemma datowana jest na II-III w n.e. Wykonana jest z karneolu, zdobiona wklęsłą rzeźbą lwa, pierwotnie oprawiona była w pierścieniu. Do Polski trafiła ok. X-XI wieku[3].
- Przemyślu (gemma przemyska)